# Bateria Goeben

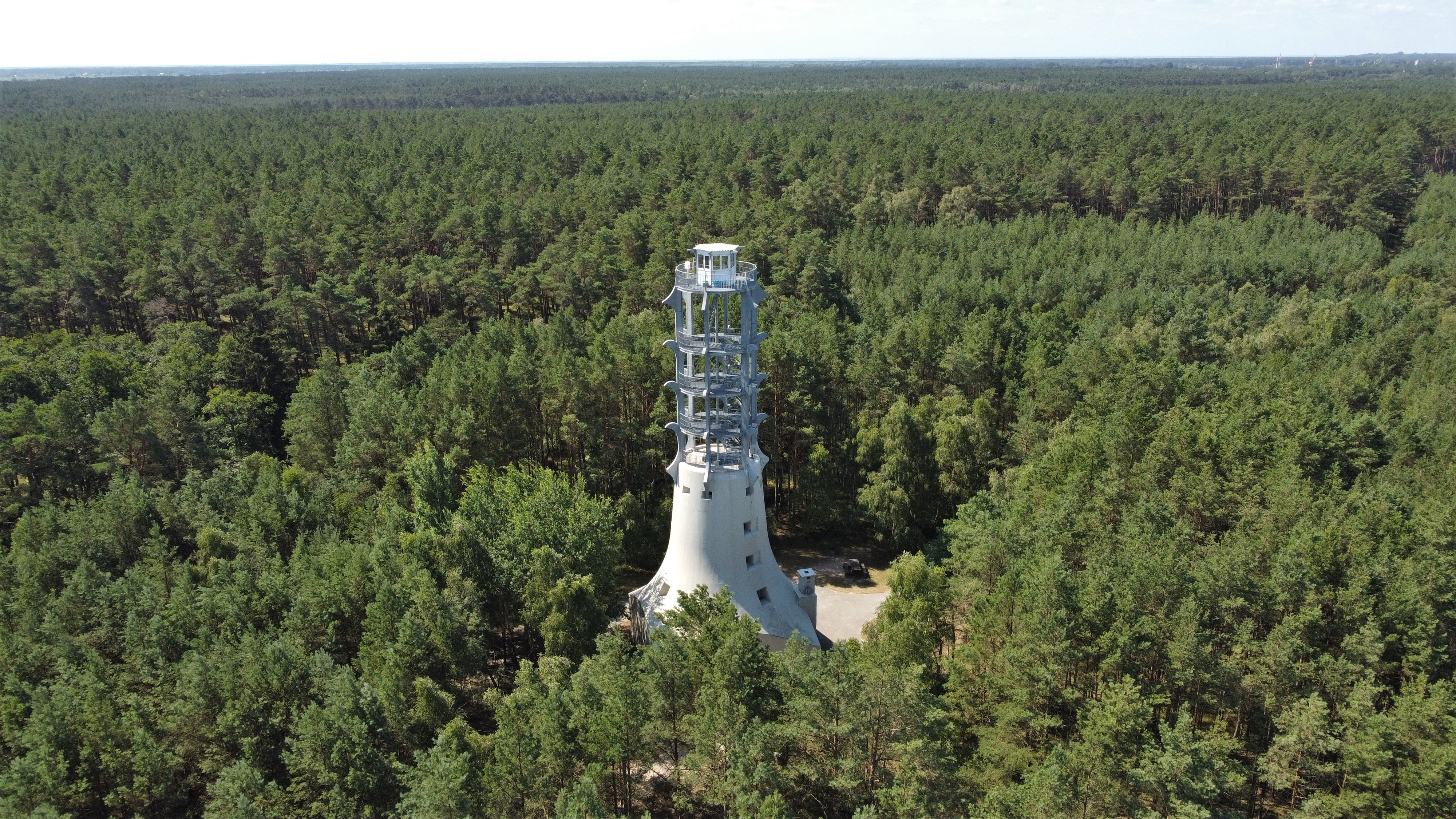
Wieża dowodzenia baterii Goeben w roku 2021

Bateria Goeben (niem. Batterie Goeben) – wybudowana w latach trzydziestych XX wieku na wyspie Wolin bateria ciężkiej artylerii nadbrzeżnej przeznaczonej do zwalczania okrętów liniowych na Zatoce Pomorskiej.
Decyzję o budowie baterii niemieckie władze wojskowe podjęły w 1935 roku, chcąc wzmocnić ochronę Zatoki Pomorskiej i portu w Świnoujściu przed wrogimi okrętami w spodziewanym konflikcie zbrojnym. Bateria wybudowana została w latach 1938–1939 i składała się z dwóch części: wieży dowodzenia i stanowisk artyleryjskich.

## Wieża dowodzenia
Ośmiokondygnacyjna, betonowa budowla o charakterystycznym kształcie dzwonu, w pełni autonomiczna. Ukształtowanie ścian zewnętrznych wieży upodabniało ją do latarni morskiej oraz zwiększało zdolność rykoszetowania pocisków artyleryjskich i bomb lotniczych .
Pierwotne przeznaczenie poszczególnych kondygnacji:
- I kondygnacja (piwnica) – pomieszczenia techniczne (maszynownia, magazyny, urządzenia wentylacyjne),
- II kondygnacja – centrala dowodzenia,
- III kondygnacja – pomieszczenia socjalne,
- IV, V, VI kondygnacja – pomieszczenia załogi,
- VII kondygnacja – pomieszczenia pogotowia obsługi,
- VIII kondygnacja – na tym poziomie, osłoniętym pancerną kopułą, znajdował się optyczny dalmierz[1]  artyleryjski o bazie (szerokości) 12 metrów. Umożliwiał on obserwację obiektów znajdujących się w odległości do 45–50 kilometrów.

Wieża znajduje się na wzniesieniu o wysokości 12 metrów n.p.m., w odległości około 750 metrów od brzegu morskiego. Wysokość samej wieży wynosiła pierwotnie około 18 metrów.

## Stanowiska artyleryjskie
Umiejscowione zostały w lesie, w odległości około 2,5 kilometra  od brzegu morskiego, co miało uniemożliwiać wrogim okrętom dostrzeżenie błysków z luf podczas wystrzałów. Na stanowiskach zainstalowano trzy armaty o kalibrze 283 milimetrów, strzelające pociskami o wadze 284 kilogramów i zasięgu 36 kilometrów. W 1940 roku Niemcy zdemontowali armaty i przenieśli je do Norwegii.
Stanowiska artyleryjskie połączone były torami kolejki wąskotorowej. Oprócz samych dział znajdowały tu się również różnorakie budowle pomocnicze (schrony amunicyjne, kotłownia, elektrownia, pomieszczenia mieszkalne załogi, warsztaty, magazyny i tym podobne). Załoga baterii Goeben liczyła łącznie 250 osób.

## Wieża dowodzenia współcześnie
W 2001 roku rozpoczęto remont wieży dowodzenia. Usunięto przedpancerz dalmierza, a w roku 2003 nadbudowano ażurową, stalową konstrukcję, na szczycie której umieszczono punkt ostrzegania pożarowego (tak zwaną dostrzegalnię) . Obecnie dawna wieża dowodzenia baterii (zwana popularnie dzwonem) pełni rolę edukacyjno-turystyczną i jest dostępna w sezonie letnim dla zwiedzających. Obiekt leży na ścieżce dydaktycznej Szlak Fortyfikacyjny Twierdzy Świnoujście.
Nazwa baterii pochodzi od nazwiska generała Augusta Karla von Goebena, dowódcy korpusu, a później armii, zasłużonego w wojnie francusko-pruskiej (1870–1871).